# نادي الفتح (السعودية)
نادي الفتح السعودي لكرة القدم هو نادٍ كرة قدم سعودي محترف، أحد أقدم أندية مدينة الأحساء شرق السعودية من حيث التأسيس، حيث تأسس رسميا في عام 1958 على يد ثلاث رجال أعمال من كبار الاحساء  الموافق 24 ربيع أول من عام 1378 هـ ويعتبر أحد أفضل الأندية على مستوى السعودية بسبب تفوقه في معظم الألعاب، ولقب بسبب ذلك بالنموذجي يذكر بأن الفريق الأول لكرة القدم بنادي الفتح نجح في تحقيق إنجاز تاريخي بعد صعوده إلى الدوري السعودي للمحترفين لأول مرة في تاريخه عام 2009 م بعد 51 سنة من تأسيسه. وحقق أكبر إنجاز له بفوزه بالدوري السعودي للمحترفين في موسم 2012 - 2013 وحقق كأس السوبر السعودي عام 2013 ويعتبر أول نادي سعودي يحقق كأس السوبر السعودي.

## تاريخ
ساهم في تأسيس نادي الفتح مجموعة من الشباب بعد ما كان يسمي نادي شباب المبرز ومن بينهم أول رئيس وهو عبد الهادي المهيني، وشارك أيضًا في التأسيس أحمد ياسين وأحمد الماجد وسعد الماص، وحمد الفطينة، وعبد اللطيف بوسبيت، وعبد الرحمن النينياء، ومحمد التنق، ويوسف اليوسف، وناصر العبد الحي، وعثمان عسيري، وفهد الضمن، وعبد الله العبد القادر، وفالح الدوسري، وخالد عبد الوهاب الصويغ رئيس نادي الفتح السابق، وسلمان الصويغ، وإبراهيم الصويغ، وعبد العزيز المؤمن العنبري، والخوخة ، و أحمد بن داود المغلوث.
أسس مجموعة من الشباب نادي الفتح في عام 1378 هـ في مدينة المبرز بمحافظة الأحساء، سمي الفريق باسم شباب المبرز، وكان ملعب الفريق يقع شمال حي الشروفية الواقع جنوب مقر النادي الحالي، وفي العاشر من شعبان من عام 1388 هـ، أصدرت رعاية الشباب التابعة لوزارة العمل والشؤون الاجتماعية بموجب القرار رقم 776 الذي نص علي اعتماد النادي ضمن الأندية الرياضية بالسعودية وتغير الاسم إلي نادي الفتح، وثم اختيار الألوان الثلاثة الأخضر والأبيض والأزرق.
أول مبنى للنادي قبل الإعتماد بيت سالم بوهيا، وكان مقدار الإيجار يقدر بمبلغ 50 ريالاً، وثم بعد سنة أصبح مقر النادي بيت عبد الرحمن الشهيل في الحزم.

## تشكيلة الفريق

### التشكيلة الحالية
ملاحظة: تشير الأعلام إلى المنتخب الوطني على النحو المحدد في قواعد الأهلية للفيفا. قد يحمل اللاعبون أكثر من جنسية واحدة غير تابعة للفيفا.
| الرقم | البلد        | المركز | اللاعب                           |
| ----- | ------------ | ------ | -------------------------------- |
| 1     | المجر        | حارس   | بيتر سابانوس                     |
| 4     | السعودية     | مدافع  | زياد الجري                       |
| 6     | السعودية     | وسط    | نايف مسعود                       |
| 7     | المغرب       | وسط    | أمين السباعي                     |
| 8     | السعودية     | وسط    | نوح الموسى                       |
| 11    | المغرب       | مهاجم  | مراد باتنا                       |
| 12    | السعودية     | مدافع  | محمد الكنيدري                    |
| 14    | السعودية     | وسط    | محمد الفهيد                      |
| 15    | السعودية     | مدافع  | سعيد باعطيه                      |
| 17    | المغرب       | مدافع  | مروان سعدان                      |
| 18    | السعودية     | وسط    | صهيب الزيد (معار من نادي الهلال) |
| 21    | الرأس الأخضر | مهاجم  | دجانيني                          |
| 24    | السعودية     | مدافع  | عمار الدحيم                      |
| 28    | الجزائر      | وسط    | سفيان بن دبكة                    |
| 29    | السعودية     | مهاجم  | علي المسعود                      |

| الرقم | البلد    | المركز | اللاعب                |
| ----- | -------- | ------ | --------------------- |
| 31    | السعودية | حارس   | حبيب الوطيان          |
| 42    | السعودية | مدافع  | أحمد الجليدان         |
| 48    | السعودية | حارس   | مهند اليحيى           |
| 49    | السعودية | مهاجم  | سعد الشرفاء U19       |
| 55    | السعودية | حارس   | وليد العنزي           |
| 63    | السعودية | مدافع  | منتظر الشقاق U19      |
| 64    | بلجيكا   | مدافع  | جيسون ديناير          |
| 75    | السعودية | مهاجم  | مهدي العبود U19       |
| 77    | السعودية | وسط    | علي الجاسم            |
| 80    | السعودية | وسط    | فيصل العبد الواحد     |
| 82    | السعودية | مدافع  | حسين الزارعي U19      |
| 88    | السعودية | وسط    | عثمان العثمان         |
| 94    | السعودية | وسط    | عبد الله العنزي       |
| --    | السعودية | وسط    | محمد السحيحي U19      |
| -     | السعودية | مهاجم  | عبد العزيز الدباس U19 |

### لاعبون غير مسجلين
ملاحظة: تشير الأعلام إلى المنتخب الوطني على النحو المحدد في قواعد الأهلية للفيفا. قد يحمل اللاعبون أكثر من جنسية واحدة غير تابعة للفيفا.
| الرقم | البلد    | المركز | اللاعب       |
| ----- | -------- | ------ | ------------ |
| 32    | السعودية | مهاجم  | حسين الممتن  |
| 34    | السعودية | مدافع  | مشعل الحمدان |
| 38    | السعودية | وسط    | لؤي الجهني   |

| الرقم | البلد    | المركز | اللاعب      |
| ----- | -------- | ------ | ----------- |
| 99    | السعودية | مهاجم  | حسن آل سليس |
| --    | السعودية | وسط    | فؤاد الشقاق |

### المعارون
ملاحظة: تشير الأعلام إلى المنتخب الوطني على النحو المحدد في قواعد الأهلية للفيفا. قد يحمل اللاعبون أكثر من جنسية واحدة غير تابعة للفيفا.
| الرقم | البلد    | المركز | اللاعب                              |
| ----- | -------- | ------ | ----------------------------------- |
| 20    | السعودية | مهاجم  | عبد الله المقرن (معار إلى نادي ضمك) |

| الرقم | البلد    | المركز | اللاعب                           |
| ----- | -------- | ------ | -------------------------------- |
| 40    | السعودية | حارس   | سطام السبيعي (معار إلى نادي مضر) |

## الألقاب والإنجازات
دوري المحترفين السعودي
- البطل (1): 2012–13[4]

كأس السوبر السعودي
- البطل (1): 2013[5]

دوري الدرجة الثانية السعودي
- البطل (2): 1996–97، 1998–99.

## المشاركات الدولية

### السجل العام
آخر تحديث 13 أغسطس 2019.
| المنافسات                 | لعب | فوز | تعادل | هزيمة | له | عليه |
| ------------------------- | --- | --- | ----- | ----- | -- | ---- |
| دوري أبطال آسيا           | 13  | 2   | 5     | 6     | 11 | 20   |
| كأس العرب للأندية الأبطال | 4   | 2   | 1     | 1     | 7  | 6    |
| المجموع                   | 17  | 4   | 6     | 7     | 18 | 26   |

### السجل الآسيوي

#### المباريات
| الموسم | المنافسة        | الدور      | النادي             | ديار | خارج | إجمالي        |
| ------ | --------------- | ---------- | ------------------ | ---- | ---- | ------------- |
| 2014   | دوري أبطال آسيا | المجموعة ب | بونيودكور          | 0–0  | 2−3  | المركز الرابع |
| 2014   | دوري أبطال آسيا | المجموعة ب | فولاد خوزستان      | 1–5  | 0−1  | المركز الرابع |
| 2014   | دوري أبطال آسيا | المجموعة ب | الجيش (قطر)        | 0–0  | 0−2  | المركز الرابع |
| 2017   | دوري أبطال آسيا | التمهيدي   | نسف قرشي           | 1–0  | –    | 1–0           |
| 2017   | دوري أبطال آسيا | المجموعة ب | استقلال خوزستان    | 1–1  | 0−1  | المركز الثالث |
| 2017   | دوري أبطال آسيا | المجموعة ب | لخويا              | 2–2  | 1−4  | المركز الثالث |
| 2017   | دوري أبطال آسيا | المجموعة ب | الجزيرة (الإمارات) | 3–1  | 0−0  | المركز الثالث |

### السجل العربي

#### المباريات
| الموسم  | المنافسة                   | الدور  | النادي          | ديار | خارج | إجمالي |
| ------- | -------------------------- | ------ | --------------- | ---- | ---- | ------ |
| 2012–13 | كأس الاتحاد العربي للأندية | الأول  | الجهراء         | 1–0  | 2–1  | 3–1    |
| 2012–13 | كأس الاتحاد العربي للأندية | الثاني | العربي (الكويت) | 2–2  | 2–3  | 4–5    |

## الطاقم الإداري

### رؤساء النادي
- احمد صالح المقهوي (الكويتي) [6] (أول رئيس لنادي الفتح تحت اسمه الحالي وهو مؤسس النادي قبل ان يكون رسمي)
- خالد بن عبد الوهاب الصويغ
- عبد الهادي المضحي.
- أحمدعايش الماجد.
- عبد الله العبدالقادر.
- حمد القطينة.
- محمد بن عبد اللطيف العفالق.
- علي بن محمد ال محسن.
- إبراهيم بن عبد الوهاب الصويغ.
- عبد العزيز الفوزان.

- ناصر الرزيحان.
- حمد بن عبد الله الشهاب.
- سعد بن حمد المنصور.
- عبدالمحسن بن عبد العزيز الجبر.
- حمد بن علي الحليبي.
- خالد بن عبد الوهاب الصويغ
- إبراهيم العفالق.
- خالد بن عبد الوهاب الصويغ [7]
- عبد العزيز بن حسن العفالق.
- أحمد بن راشد الراشد.
- سعد بن عبد العزيز العفالق.
- منصور بن ابراهيم العفالق. ( الرئيس الحالي )

### المدربون
| المدرب           | الفترة         | الفترة          |
| المدرب           | من             | إلي             |
| ---------------- | -------------- | --------------- |
| زهير اللواتي     | 2004           | 2005            |
| فتحي الجبال      | يناير 2008     | 26 مايو 2014    |
| خوان ماكيدا      | 27 مايو 2014   | 25 سيبتمبر 2014 |
| ناصيف البياوي    | 1 أكتوبر 2014  | 29 مايو 2016    |
| ريكاردو سا بينتو | 29 مايو 2016   | 23 سيبتمبر 2016 |
| فتحي الجبال      | 11 أكتوبر 2016 | 14 أكتوبر 2019  |
| يانيك فيريرا     | 14 أكتوبر 2019 | 9 يناير 2022    |
| جورجوس دونيس     | 16 يناير 2022  | الأن            |

### الجهاز الفني
| المدير الفني          | جورجوس دونيس  |
| مساعد المدرب          | فرحات زروغ    |
| مدرب اللياقة          | إراد الزعفوري |
| مدرب التقييم          | مغيل          |
| مدرب الحراس           | محمد مناعي    |
| طبيب الفريق           | مروان قاسم    |
| اخصائي العلاج الطبيعي | أحمد نادي     |

### مجلس الإدارة
| رئيس مجلس الإدارة      | منصور العفالق    |
| نائب رئيس مجلس الإدارة | يوسف الموسى      |
| الرئيس التنفيذي        | أحمد العيسى      |
| عضو مجلس الإدارة       | علي اليوسف       |
| عضو مجلس الإدارة       | عبد الحميد الجبر |
| عضو مجلس الإدارة       | مشاري السعدون    |
| عضو مجلس الإدارة       | خالد المخايطة    |
| عضو مجلس الإدارة       | ماجد العفالق     |
| عضو مجلس الإدارة       | محمد البراك      |
| مدير الكرة             | أحمد الغوينم     |
| مسؤول الاحتراف         | عزام آل شيخ      |
| مدير المركز الإعلامي   | محمد الضيف       |

## روابط خارجية
- موقع نادي الفتح الرسمي